# Cryptosoma
Cryptosoma is een geslacht van kreeftachtigen uit de klasse van de Malacostraca (hogere kreeftachtigen).

## Soorten
- Cryptosoma bairdii (Stimpson, 1860)
- Cryptosoma balguerii (Desbonne, in Desbonne & Schramm, 1867)
- Cryptosoma cristatum Brullé, 1837
- Cryptosoma garthi Galil & Clark, 1996